# Robert-Auguste Touchon
Robert-Auguste Touchon, francoski general, * 1878, † 1960.